# Patia cordillera
Patia cordillera är en fjärilsart som först beskrevs av Felder 1862.  Patia cordillera ingår i släktet Patia och familjen vitfjärilar.
Artens utbredningsområde är Colombia. Inga underarter finns listade i Catalogue of Life.

## Bildgalleri

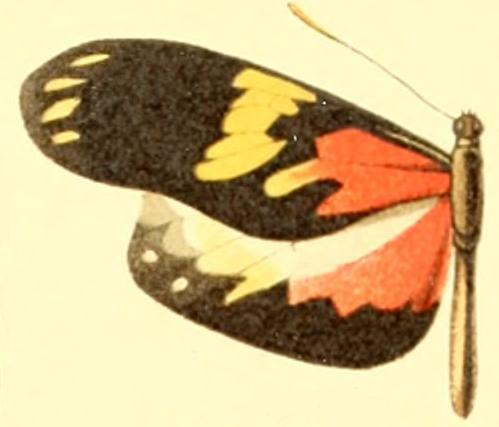
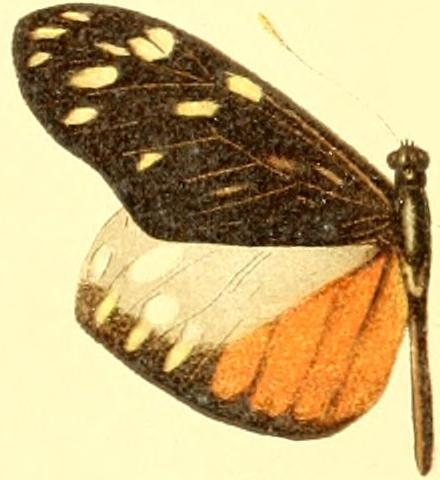
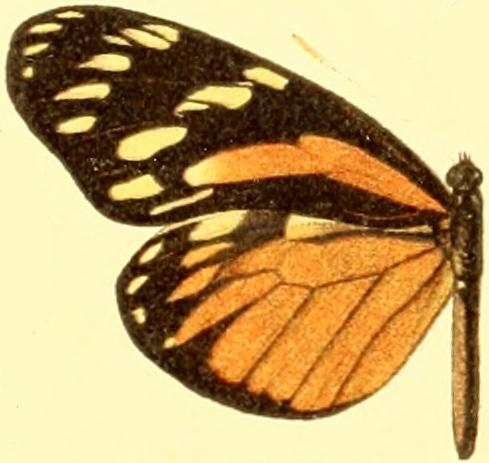